# 複方ヨード・グリセリン
複方ヨード・グリセリン（ふくほうヨード・グリセリン）とは、外用の殺菌、消毒薬の一種で赤褐色の液体である。日本薬局方に記載の処方。ルゴール液またはルゴール試薬とも呼ばれるが、「複方ヨード・グリセリン」を商品名にしているものも多数ある。
1829年フランスの医師J.G.A.ルゴールが創製したため、ルゴール液もしくはルゴール氏液とも呼ばれる。(英語版およびフランス語版Wikipedia参照のこと)
なお、歯科用ヨード・グリセリンは本剤と類似しているが別のもの。

## 組成
ヨウ素、ヨウ化カリウム、グリセリン、ハッカ水、液状フェノール、精製水より成る。

## 効能・効果
主に咽頭炎、喉頭炎、扁桃炎などに効用がある。

## 作用機序
薬効のある成分はヨウ素と液状フェノールで殺菌・消毒作用がある。
他は薬効はないが、次のような目的で配合されている。
- ヨウ化カリウムはヨウ素を溶解させやすくする。
- グリセリンは不乾性と甘味による刺激緩和。
- ハッカ水は清涼作用

上部消化管内視鏡では食道癌の検索のため、色素として散布される。
癌部はグリコーゲンが欠如しているため、染色されず白くみえる。
同様に子宮頚癌・子宮頚部上皮内腫瘍に対する子宮頚部円錐切除術の際、切除部位の決定のために用いられる。外側の扁平上皮部分は染色されるが、内側の腺円柱上皮部分は染色されないため病変が生じる扁平上皮-円柱上皮移行部の判断が可能となる。